# Bradysia latipennis
Bradysia latipennis är en tvåvingeart som beskrevs av Menzel 2002. Bradysia latipennis ingår i släktet Bradysia och familjen sorgmyggor.
Artens utbredningsområde är Österrike. Inga underarter finns listade i Catalogue of Life.